# Seven minutes to midnight
"Seven Minutes to Midnight" (titulado "Siete minutos para la medianoche" en España y "Siete minutos para medianoche en Hispanoamérica) es el octavo episodio de la primera temporada de la serie de televisión estadounidense, Héroes.

## Trama
Eden ha traído a Isaac a la instalación de la compañía a petición de Noah Bennet; una vez allí Noah le informa a Isaac que necesita que haga pinturas que le ayuden ubicar a Sylar antes de que mate a su siguiente objetivo: Claire Bennet. Isaac, en un principio, acepta con la condición de que no sea utilizando drogas aunque lamentablemente es incapaz. Noah le sugiere que intente con las drogas, pero Isaac no está dispuesto a tirar su vida por la borda y se niega, por lo que Noah obliga a Eden a usar su poder de persuasión en Isaac para que consuma. Esta se niega al principio pero Noah le recuerda su pasado y ella accede, persuadiendo a Isaac de drogarse de nuevo y pintar el futuro. 
Mohinder regresa a la India en donde esparce las cenizas de su padre y deja de una vez por todas su sueño y deseos de seguir con la investigación de su padre. Una vez que llega a la oficina de su padre empieza a tener sueños en los que ve el pasado de su padre cuando este tuvo una discusión con Mohinder y posteriormente con su esposa en donde ambos hablan de que Mohinder puede tener razón y no puede reemplazarla. Mohinder confundido se aparta y ve a un extraño niño con un balón de fútbol que desaparece de su vista. Cuando despierta se dispone a averiguar sobre este extraño hecho. Más tarde, la Sra. Suresh le dice que él tuvo una hermana llamada Shanti la cual murió dos años antes de su nacimiento, Mohinder entonces se dirige de nuevo a su oficina donde encuentra al mismo niño de sus sueños intentando abrir el cajón atorado en su escritorio, intenta alcanzarlo pero cuando llega afuera ve cómo su padre es asesinado brutalmente por un hombre extraño. Mohinder implora que todo pare y el niño aparece ante el con una llave que Mohinder anteriormente había encontrado. Al despertar abre el cajón donde encuentra archivos de Sanjog Iyer, el niño de los sueños de Mohinder. 
Matt Parkman, junto con Aubrey Hanson, planean interrogar a Ted, aunque este no coopera demasiado y comienza a liberar su poder, fuera de control en señal de ira. Matt logra apaciguarlo y observa la extraña marca que Ted posee en el cuello, por lo que comienza a preguntarle con exactitud como se la hizo. Ted asegura que no recuerda nada en absoluto, aunque resaltó que la noche antes de obtenerla fue a un bar en donde se encontraba presente una especie de estudiante haitiano. Matt encuentra similitud con lo que le sucedió a él, pero el tiempo para interrogar a Ted se acaba y se lo llevan. Más tarde Matt llega a su hogar donde encuentra a su esposa y le dice que sabe su secreto. Matt recibe una llamada de Aubrey, quien le dice que Ted ha escapado y se muestra un auto en llamas. 
Hiro y Ando llegan a un restaurante llamado «Pan tostado» donde conocen a Charlie, una amigable mesera que parece tener una muy excelente memoria. Hiro al ver lo buena que es en japonés comienza a juntarse y pasar mucho tiempo con ella , sin saber que entre las sombras un extraño hombre los vigila. Durante sus conversaciones, Hiro comienza a darse cuenta de que Charlie posee una memoria sobrehumana, además de mencionar que él posee una habilidad, diciéndole que es capaz de enseñarle japonés a cualquiera. Charlie va a la bodega y una vez dentro es asesinada por Sylar. Hiro, sorprendido por el suceso, decide evitarlo utilizando su habilidad de viajar al tiempo para ir un día antes y advertirle de no vaya a trabajar,  diciéndole a Ando que lo espere 5 segundos, que él regresará. Cuando Ando hace la cuenta, Hiro no vuelve a aparecer y al final del episodio es vista una fotografía de Charlie en su cumpleaños con Hiro presente.